# Joseph Meck
Joseph Meck, noto anche come Giuseppe Meck (Burgau, 1690 – Eichstätt, 2 dicembre 1758), è stato un compositore, violinista e maestro di cappella tedesco.
Poco si conosce della sua vita. Studiò presumibilmente presso un collegio dei Gesuiti della Germania meridionale e successivamente si recò in Italia per apprendere la musica. Nel 1711 entrò come violinista al servizio della corte di Eichstätt, dove rimarrà per tutta la vita. Nel febbraio 1714 presso la stessa corte diventò musicista da camera, dal 1715 al 1721 vice-Hofkapellmeister (vice-maestro di cappella) e dal 1721 Hofkapllmeister (maestro di cappella) e quindi responsabile della musica presso la corte.
Dall'esame dei lavori che ci giungono, si denota l'importanza che ebbe il concerto nella sua attività compositiva. Tutti i suoi 17 concerti furono composti secondo la maniera vivaldiana: egli fu infatti, come Johann David Heinichen, Johann Georg Pisendel e Gottfried Heinrich Stölzel, fra i primissimi compositori che contribuirono alla diffusione dello stile del celebre compositore veneziano in Germania.
L'affinità dei suoi concerti con quelli del Prete Rosso è così considerevole, che in passato portò all'errata attribuzione di alcuni suoi concerti ad Antonio Vivaldi, come il noto concerto per violino, archi e basso continuo, catalogato nel catalogo Ryom al RV 338, trascritto per organo solo da Johann Gottfried Walther.

## Lavori

### Musica strumentale
- 12 concerti di cui 3 per vn, va, vc e bc, op. 1 (1720-1, Amsterdam)
- Concerto per 3 vn, va e bc
- Concerto per vn in sol magg. (inc.)
- 4 concerti per violino (sol magg., la magg., sol min., si magg.)
- Concerto per ob in fa magg.
- Concerto per vn in do magg. (concerto perduto; attr. erroneamente ad Antonio Vivaldi; trascritto per organo da Johamm Gottfried Walther)
- 2 partite in la min. per liuto, vn e bc

### Musica vocale
- Offertorio per 4 voci, vn e bc (1742)
- Miserere per 5 voci, 2 vn e org (inc.)
- Pater mi per 4 voci, 2 vn. e bc (1743)
- Vesperae breves per 4 voci, 2 vn e bc (1754)
- 42 inni (in gran parte per 4 voci e org)
- 2 lavori occasionali (perduti)
- Altri 30 lavori sacri per i drammi della Scuola dei Gesuiti (perduti)